# Петер Томка
Петер Томка (словац. Peter Tomka; 1 червня 1956, Банська Бистриця) — словацький юрист-міжнародник і дипломат. Постійний представник Словаччини при Організації Об'єднаних Націй (1999-2003). Суддя Міжнародного суду ООН з 6 лютого 2012 року по 6 лютого 2015 року та з 6 лютого 2021 року.

## Життєпис
Народився 1 червня 1956 року в Банській Бистриці. У 1979 році закінчив навчання на юридичному факультеті Карлового університету в Празі. Доктор наук (міжнародне право), Карлів університет, Прага (1981).  Факультет міжнародного права та міжнародних відносин Київського університету імені Тараса Шевченка, Київ, Україна (1982). Інститут права країни та розвиток, Ніцца, Франція (1984-1985). Інститут міжнародного публічного права та міжнародних відносин, Салоніки, Греція (1985). Кандидат міжнародного права Карлового університету (1985). Гаазька академія міжнародного права (1988). 
З 1979 по 1986 рік працював на кафедрі міжнародного права цього факультету. У 1985 році захистив кандидатську дисертацію на тему «Кодифікація міжнародного права». У 1986 році почав працювати в Чехословацькому федеральному міністерстві закордонних справ у галузі міжнародного права.
З 1991 по 1997 рік працював спочатку в Чехословацькій, а з 1993 року в Словацькій місії при ООН в Нью-Йорку. У 1993 і 1994 роках був заступником постійного представника Словацької Республіки при ООН, а з 1994 року — Головним послом Постійного представництва Словацької Республіки при ООН. З 1999 по 2003 рік був Постійний представник Словаччини при Організації Об'єднаних Націй. Він також займав інші важливі посади в Організації Об'єднаних Націй. Був головою юридичного комітету 52-ї Генеральної асамблеї ООН. З 1999 по 2002 рік був членом Комісії з міжнародного права.
У суперечці між Словаччиною та Угорщиною перед Міжнародним судом у Гаазі у справі водопровідної системи ГЕС Габчиково він був словацьким агентом і керівником словацької юридичної команди. Він особисто заслужив успіх Словаччини в цій суперечці.
У 2002 році був обраний суддею Міжнародного суду Радою Безпеки ООН і Генеральною Асамблеєю ООН на дев'ятирічний термін (2003-2012). З 6 лютого 2009 року він був віцепрезидентом Міжнародного суду ООН на три роки. 
12 листопада 2020 року Томка втретє обрано суддею Міжнародного суду ООН. Він отримав 13 із 15 голосів у Раді Безпеки та 150 із 193 голосів у Генеральній Асамблеї ООН. Його дев'ятирічний термін розпочався 6 лютого 2021 року.